# オルス・アポロ (ノストラダムスの手稿)
本項目で扱う『オルス・アポロ (Orus Apollo)』は、ホラポロの『ヒエログリュピカ』を韻文訳したノストラダムスの手稿のことである。オルス・アポロ（ホルス・アポロと同じ）は、ホラポロの異称として16世紀にしばしば用いられたものである。当時、ノストラダムスの手稿以外でも『ヒエログリュピカ』の訳書の表題には「オルス・アポロ」の語はしばしば盛り込まれたが、現代ではそれらの訳書は『オルス・アポロ』と略称されることはない。ノストラダムスのこの手稿は、彼の生前に公刊されることはなく、20世紀に初めて公刊された。

## 正式名と構成
正式名は『オシリスの息子にしてナイル・エジプトの王オルス・アポロ。ヒエログリフ注解。エピグラム（格言的短詩）による韻文での二巻本。信じられないほどすばらしき博識の古代文明の作品 Orvs Apollo fils de Osiris Roy de Aegipte Niliacqve. Des notes Hieroglyphiqves. Livres deus mis en rithme par Epigrames oevre de increedible et admirable ervoition et antiqvite.』という。ホラポロをオシリスの息子（つまりホルス）やファラオに同定するこの表題は、実証的には当然誤りである。しかし、16世紀にはそのような同定はしばしば見られるものであった。
この手稿は原書の構成に従って注釈を加えつつ訳出したものであるが、フランス語訳を韻文（1行十音綴の八行詩が多い）で綴っている点に特色がある。16世紀に数多く作成された『ヒエログリュピカ』の写本・刊本の中でも韻文訳を施したものは他にない。
また、古代のドルイドの手稿などに基づいたと称する加筆や校訂が行われているのも特徴的である（真偽は未詳であり、事実であるとしてもノストラダムスが用いたドルイドの手稿の正体は特定されていない）。

## 執筆年代
この手稿に関する同時代の記録は現存しないため、執筆年代は手稿そのものから判断する他はない。手稿からは次の事実が析出されている。
1. 使われている用紙は、コンタ・ヴネッサンかプロヴァンスで1535年-1539年に作成されていたものである（この点はピエール・ロレが最初に提示し、後にピエール・ブランダムールが追認した）。故に執筆はこれ以降のことである。
2. 序文の献辞がナバラの「王女」「マダム」ジャンヌ・ダルブレに捧げられている。ジャンヌが14歳で結婚したのは1541年のことであり、彼女は1555年には女王になっているため、「王女」「マダム（既婚女性の敬称）」を満たす時期は1541年-1555年となる。手稿はこの期間に執筆されていなければならない。
3. 手稿では、署名の後に添えた町の名前がプロヴァンス州サン・レミ（現サン＝レミ＝ド＝プロヴァンス）となっている。彼は1547年にサロン・ド・クロー（現サロン＝ド＝プロヴァンス）に移住してからは、署名には一貫してサロンの名前しか挙げなくなるので、手稿は1547年以前の作成となる。

上記を全て考慮に入れると、執筆年代は1541年-1547年となる。更に年代を限定する上で重要な論点となっているのが、『ヒエログリュピカ』の最初のフランス語訳版（1543年）より前か後か、という点である。
オーロットは、手稿の訳語の中に1543年版と共通する表現が少なくないことを基に、ノストラダムスは1543年版を踏まえて訳しているとした。また、ブリュノンも、本来の『ヒエログリュピカ』に含まれていない1543年版で付け加えられた題材が手稿にも含まれていることや、手稿では1543年版の挿し絵を基に情景描写を加筆している箇所があることなどを基に、やはり1543年版を踏まえているとした。これらの立場では、執筆は1545年頃のこととされる。
他方でギナールは、手稿が序文通りジャンヌ・ダルブレに献上されていたのなら、ナバラの文学サロン内で回覧されていたはずだとし、むしろ逆に、1543年版の訳者がノストラダムスの手稿を参照して訳を作成したのではないか、としている。彼の仮説では手稿の執筆は1541年とされている。執筆時期は底本の問題とも密接に関連する重要な論点であり、今後も更に専門家による議論の深化が望まれるところである。

## 手稿の歴史
この手稿は、かつてはコルベールの蔵書に含まれていたことが分かっている。その後、王立図書館（現・フランス国立図書館）に入ったが、その存在は長らく忘れられていた。1967年にピエール・ロレが同図書館で再発見し、翌年彼が転記する形で初めて公刊した（これは1993年に復刻された）。なお、ギナールはその転記の正確性に疑問を呈し、ロレの誤写と思われる箇所の指摘や、彼が省略した箇所の復元などを行っている。

## 意義
この手稿の意義は差し当たり次のようにまとめることができる。
ノストラダムスの実証的な研究にとっての意義として、（私信等と異なる）まとまった作品としての手稿で現存が確認できる唯一のものである点が挙げられる（厳密には、1966年を最後に所在不明となっている1562年向けの暦書の原稿も現存している可能性はある）。また、内容的にも、彼の最も初期の作品であることはほぼ疑いのないところであり、彼の思想形成を辿る上でも重要である。
また、『ヒエログリュピカ』の受容史を考察する上で、韻文訳を施している唯一のものである点には意義がある。これは単に表現形式の問題にとどまらない。注解を加えることによってテクストを明快に読み解こうとする姿勢が示されている一方で、それを韻文という形であえて分かりづらく表現している特異な例だからである。